# Víctor Fernández Braulio
Víctor Fernández Braulio (Saragossa, 28 de novembre de 1960) és un exfutbolista i actual entrenador de futbol aragonès.

## Carrera esportiva

### Com a futbolista
Com a futbolista va jugar a les categories inferiors del Stadium Casablanca, equip de la ciutat de Saragossa. Posteriorment va jugar amb el CD Sariñena a Tercera Divisió on normalment jugava com a centrecampista.

### Com a entrenador

#### Real Zaragoza
Des dels 16 anys va estar dirigint equips base del Stadium Casablanca. A nivell professional va debutar com a segon entrenador de Radomir Antić al Reial Saragossa. Va ocupar aquest càrrec durant dues temporades fins que el 1990 es va fer càrrec del Deportivo Aragón, filial de l'equip saragossà. Aquella mateixa temporada, ja el 1991, va substituir Ildo Maneiro com a entrenador del Real Zaragoza, amb tan sols 30 anys. Va agafar a l'equip en la jornada 25 situat en la 12a posició de Primera Divisió i l'equip va mantenir la categoria després de jugar una dramàtica promoció contra el Reial Múrcia.
La temporada següent, 1991-92, va continuar a càrrec del Real Zaragoza i es va començar a guanyar un nom en el futbol nacional com l'entrenador més jove i amb una gran projecció, deixant a l'equip en 6è lloc i aconseguint la classificació per a la Copa de la UEFA. A l'any següent va ser 9è a la lliga i va quedar subcampió de la Copa del Rei després de perdre en la final contra el Reial Madrid per 2-0.
La seva confirmació definitiva arribaria en la temporada 1993-94, en la qual el Real Zaragoza va fer una segona volta espectacular i va quedar 3r en la classificació. A més, va guanyar la Copa del Rei davant el Celta de Vigo en els penals, després de l'empat a zero, afegint el primer títol al seu palmarès. En la 1994-95 va aconseguir el títol més important de la història del club, la Recopa d'Europa. Va derrotar en la final a l'Arsenal FC per 2-1. Va construir un gran equip en el qual van destacar jugadors com Gustavo Poyet, Alberto Belsué, Santiago Aragón, Francisco Higuera o Juan Eduardo Esnáider.
La temporada 1995/1996, el Real Zaragoza va escometre una profunda renovació en la plantilla amb la incorporació de jugadors molt joves com Morientes, Dani, Radimov o Kily González i l'equip va quedar 13è a la lliga, per sota del nivell d'anys anteriors. Va ser destituït el 7 de novembre de 1996, després d'encadenar una mala ratxa de resultats.

#### Tenerife, Celta i Betis
La següent temporada (1997-98) va començar dirigint al CD Tenerife, on només va durar 10 jornades i va ser destituït el 9 de novembre de 1997, amb l'equip en 13a posició.
Es va fer càrrec del Celta de Vigo per a la campanya 1998-99, on va tornar a donar un gran rendiment, aconseguint sempre molt bones classificacions i desplegant un gran futbol. L'any 2000 li va donar a l'equip gallec la Copa Intertoto de la UEFA. A Vigo, va estar fins a l'any 2002, deixant a l'equip 5è i perdent la final de la Copa del Rei enfront del Reial Saragossa en l'estadi de la Cartuja de Sevilla.
Des de l'any 2002 i fins al 2004 va dirigir al Reial Betis, on va finalitzar 8è i 9è, fregant la classificació per a la Copa de la UEFA.

#### Porto
La temporada 2004/2005 va sortir per primera vegada a entrenar fora d'Espanya, fent-se càrrec del FC Porto, de Portugal, que venia de guanyar la Lliga de Campions la temporada anterior. Amb aquest equip va guanyar la Supercopa de Portugal després de superar al Benfica i la Copa Intercontinental de 2004 a Tòquio davant l'Once Caldas colombià. Malgrat aquests títols, a mitjan temporada va ser destituït de forma sorprenent en perdre a casa quan era líder i va baixar a la tercera posició. La seva arribada va coincidir amb la venda de més de dotze jugadors de primer nivell com Paulo Ferreira, Ricardo Carvalho, Deco o Tiago Mendes, cosa que va suposar una autèntica revolució en la plantilla.

#### Segona etapa a Saragossa
El juny de 2006, va tornar al Reial Saragossa, com a base per a un projecte del nou propietari de l'equip, Agapito Iglesias. Va signar per quatre temporades i en la seva primera temporada (2006/2007) va aconseguir ocupar la sisena plaça, obtenint passaport per a la Copa de la UEFA, única classificació del Real Zaragoza per a aquesta competició en l'última dècada a través de la lliga.
Va ser destituït com a entrenador de l'equip aragonès el dia 13 de gener de 2008, després d'empatar (2-2) a La Romareda contra el RCD Mallorca. L'equip es trobava en la dotzena posició i portava més de vuit partits de lliga consecutius sense obtenir la victòria. A més, havia estat eliminat de la UEFA en la primera ronda. Després de la seva marxa, van arribar fins a tres nous entrenadors a la banqueta aragonesa i l'equip va acabar descendint de categoria.
En el seu comiat com a entrenador del Zaragoza, va dir emocionat que aquesta seria la seva última aventura com a entrenador de l'equip saragossà, pel desgast que comportava entrenar al seu propi equip. En canvi, va afirmar que tornaria com a president, director esportiu o qualsevol altre càrrec que no fos el d'entrenador.

#### Retorn al Betis
El gener de 2010, a la jornada número 22, repeteix experiència com a entrenador del Reial Betis amb l'únic objectiu de portar-lo a la màxima categoria del futbol espanyol. Amb ell, el Betis va esdevenir el millor equip de la segona volta en ser el que més punts va sumar, però no va aconseguir aconseguir l'ascens. Va quedar quart, empatant a punts amb Hèrcules CF i Llevant UE, que sí que van pujar a la màxima categoria.

#### Gent
El gener de 2013, torna a les banquetes tres anys després de la mà del KAA Gent belga. La millora dels resultats de l'equip li va valer la renovació. De fet, va agafar a l'equip a tres punts del descens i en aquesta temporada (2012-13) el va deixar a les portes de competició europea, ja que va perdre la final del play-off per jugar l'Europa League. El 30 de setembre de 2013 el Gent va decidir la destitució del tècnic espanyol Víctor Fernández i el seu ajudant Julián Jiménez, després de sumar tres victòries, totes a casa, quatre empats i dues derrotes en la competició de lliga.

#### Deportivo
El 10 de juliol de 2014 es compromet per una temporada amb el Deportivo de la Corunya. El 8 d'abril de 2015 s'anuncia la seva destitució deguda als mals resultats, deixant l'equip fora de la zona de descens a 8 jornades per al final de la temporada.